# Brice Dessert
Brice Dessert (Pontoise, 25 marzo 2003) è un cestista francese.

## Carriera

### Nazionale
Con la nazionale Under-19 francese ha disputato i Mondiali di categoria del 2021, conclusi al secondo posto finale.
Nel 2022 ha partecipato, con la Francia under 20, agli Europei Under-20.